# 세리나 윌리엄스
세리나 자메카 윌리엄스(영어: Serena Jameka Williams, 1981년 9월 26일~)는 미국의 테니스 선수이다. 현역 시절 5번 세계 랭킹 1위에 올랐으며, 2022년 9월에 현역에서 은퇴했다. 그랜드 슬램 대회에서 총 36회 우승했으며(단식 21회, 여자 복식 13회, 혼합 복식 2회), 2000, 2008, 2012년 하계 올림픽 테니스 여자 복식, 2012년 여자 단식에서 금메달을 획득했다. 그녀는 남녀를 통틀어 4개의 그랜드 슬램 대회에서 모두 우승하여 커리어 그랜드 슬램을 달성한 가장 최근의 선수이다. 아울러 2012년 런던 올림픽 단식에서 금메달을 획득하여 커리어 골든 슬램을 역사상 두번째로 달성하였다. 그녀는 현역 여자 선수들 중 가장 많은 그랜드 슬램 타이틀을 보유하고 있으며, 전 세계 모든 스포츠의 여자 운동 선수들 중에서 역사상 가장 많은 상금을 받은 인물이기도 하다. 2005년 미국의 테니스 전문지 테니스 매거진은 그녀를 지난 40년간 활동한 여자 테니스 선수들 중 17번째로 뛰어난 선수로 평가했다.
전 세계 랭킹 1위였던 테니스 선수인 비너스 윌리엄스의 여동생이기도 하면, WNBA 토론토 템포 공동 구단주이다.

## 어린 시절
세리나 윌리엄스는 미시간주 새기노에서 리처드 윌리엄스와 오레이슨 프라이스의 사이에 태어났다. 세리나는 프라이스의 다섯 딸 중 막내였다.

## 역대 기록

### 그랜드 슬램 결승

#### 단식: 29회 진출 (우승 23회 / 준우승 6회)
| 결과   | 연도 | 대회        | 코트 | 결승 상대               | 점수               |
| ------ | ---- | ----------- | ---- | ----------------------- | ------------------ |
| 우승   | 1999 | US 오픈     | 하드 | 마르티나 힝기스         | 6–3, 7–6(7–4)      |
| 준우승 | 2001 | US 오픈     | 하드 | 비너스 윌리엄스         | 2–6, 4–6           |
| 우승   | 2002 | 프랑스 오픈 | 흙   | 비너스 윌리엄스         | 7–5, 6–3           |
| 우승   | 2002 | 윔블던      | 잔디 | 비너스 윌리엄스         | 7–6(7–4), 6–3      |
| 우승   | 2002 | US 오픈     | 하드 | 비너스 윌리엄스         | 6–4, 6–3           |
| 우승   | 2003 | 호주 오픈   | 하드 | 비너스 윌리엄스         | 7–6(7–4), 3–6, 6–4 |
| 우승   | 2003 | 윔블던      | 잔디 | 비너스 윌리엄스         | 4–6, 6–4, 6–2      |
| 준우승 | 2004 | 윔블던      | 잔디 | 마리야 샤라포바         | 1–6, 4–6           |
| 우승   | 2005 | 호주 오픈   | 하드 | 린지 대븐포트           | 2–6, 6–3, 6–0      |
| 우승   | 2007 | 호주 오픈   | 하드 | 마리야 샤라포바         | 6–1, 6–2           |
| 준우승 | 2008 | 윔블던      | 잔디 | 비너스 윌리엄스         | 5–7, 4–6           |
| 우승   | 2008 | US 오픈     | 하드 | 옐레나 얀코비치         | 6–4, 7–5           |
| 우승   | 2009 | 호주 오픈   | 하드 | 디나라 사피나           | 6–0, 6–3           |
| 우승   | 2009 | 윔블던      | 잔디 | 비너스 윌리엄스         | 7–6(7–3), 6–2      |
| 우승   | 2010 | 호주 오픈   | 하드 | 쥐스틴 에냉             | 6–4, 3–6, 6–2      |
| 우승   | 2010 | 윔블던      | 잔디 | 베라 즈보나레바         | 6–3, 6–2           |
| 준우승 | 2011 | US 오픈     | 하드 | 서맨사 스토서           | 2–6, 3–6           |
| 우승   | 2012 | 윔블던      | 잔디 | 아그니에슈카 라드반스카 | 6–1, 5–7, 6–2      |
| 우승   | 2012 | US 오픈     | 하드 | 빅토리야 아자란카       | 6–2, 2–6, 7–5      |
| 우승   | 2013 | 프랑스 오픈 | 흙   | 마리랴 샤라포바         | 6–4, 6–4           |
| 우승   | 2013 | US 오픈     | 하드 | 빅토리야 아자란카       | 7–5, 6–7(6–8), 6–1 |
| 우승   | 2014 | US 오픈     | 하드 | 카롤리네 보즈니아키     | 6–3, 6–3           |
| 우승   | 2015 | 호주 오픈   | 하드 | 마리야 샤라포바         | 6–3, 7–6(7–5)      |
| 우승   | 2015 | 프랑스 오픈 | 흙   | 루치에 사파로바         | 6–3, 6–7(2–7), 6–2 |
| 우승   | 2015 | 윔블던      | 잔디 | 가르비네 무구루사       | 6–4, 6–4           |
| 준우승 | 2016 | 호주 오픈   | 하드 | 안젤리크 케르버         | 4–6, 6–3, 4–6      |
| 준우승 | 2016 | 프랑스 오픈 | 흙   | 가르비네 무구루사       | 5–7, 4–6           |
| 우승   | 2016 | 윔블던      | 잔디 | 안젤리크 케르버         | 7–5, 6–3           |
| 우승   | 2017 | 호주 오픈   | 하드 | 비너스 윌리엄스         | 6–4, 6–4           |

## 출연 작품
- 오션스8 (특별출연)

## 관련 영화
- 킹 리차드

## 같이 보기
- 그랜드 슬램 (테니스)
- 역대 WTA 랭킹 1위 테니스 선수 목록